# Ab Nieuwdorp
Ab Nieuwdorp (Goes, 27 maart 1975) is een Nederlands presentator op de klassieke muziekzender NPO Klassiek.
Nieuwdorp had van kinds af aan een grote liefde voor klassieke muziek, zijn vader speelde dwarsfluit en zijn moeder zong. Op latere leeftijd studeerde hij tuba aan het Utrechts Conservatorium en Engels aan de Universiteit Utrecht. Hij deed zijn masteropleiding aan de Universiteit van Bristol waar hij studeerde en les gaf. Hij speelde daar ook in het symfonieorkest. Na zijn opleiding was hij werkzaam in het middelbaar onderwijs.
In 2007 solliciteerde hij bij NPO Klassiek. Na de interne opleiding bleef Nieuwdorp als enige over. Hij presenteerde eerst samen met Hans van den Boom het programma Licht op Vier en vanaf 2015 is hij de vaste presentator van het programma De Klassieken.
Hij speelt tuba in het Kamerorkest Pulcinella.